# The Man with One Red Shoe
The Man with One Red Shoe —El hombre con un zapato rojo en España y El hombre del zapato rojo en Argentina y Perú— es una película de comedia estadounidense de 1985 dirigida por Stan Dragoti y protagonizada por Tom Hanks, Dabney Coleman, Charles Durning, Lori Singer y Edward Herrman. Es una adaptación de la película francesa de 1972 Le grande blond avec une chaussure noire, protagonizada por Pierre Richard y Mireille Darc. La película incluye pequeños trozos de los tres primeros movimientos de la suite sinfónica Scheherezade de Nikolái Rimski-Kórsakov.

## Sinopsis
Cooper (Coleman), director adjunto de la CIA, quiere conseguir la posición de director. Bloqueándole el camino está Ross (Durning), a quien Cooper planea eliminar implicándole en una operación fallida de tráfico de drogas en Marruecos y forzándolo a dimitir.
Ross se entera de la trama y filtra el rumor de que un hombre llegará al aeropuerto y le sacará del escándalo, y ordena a su asistente recogerlo. Cooper, desesperado por saber quién es el hombre misterioso, manda a sus propios agentes a seguir al lacayo de Ross, Brown (Herrmann). Brown va al aeropuerto con instrucciones de recoger a alguien al azar, llevando a Cooper y su equipo a una persecución inútil.
Morris (Belushi), le gasta una broma a su amigo Richard (Hanks), escondiendo un zapato de cada uno de sus pares. Richard está obligado a llevar zapatos diferentes en su vuelo a casa, con un zapato de negocio y una deportiva roja. Brown se fija en los zapatos y lo selecciona como su objetivo. Cooper pica el anzuelo y empieza a controlar a Richard.
Ellos se enteran de que Richard, un violinista, ha viajado por el mundo, incluyendo varios países comunistas. Cooper piensa que esta sería la tapadera perfecta para un espía, y empieza a investigar a fondo. Pronto sospechan que sus partituras son realmente un código, y usan los ordenadores del Departamento de Defensa para descifrarlo. Esperando enterarse de más, Cooper manda a Maddy (Singer) para seducir a Richard y descubrir lo que sabe. Mientras Richard está tocando, Maddy se enamora de él.
Mientras tanto, Ross simplemente se sienta y mira cómo se desarrollan los acontecimientos. Cuando todos los intentos de averiguar información fracasan, Cooper manda matar a Richard, finalmente intentando matarlo por sí mismo. Richard sigue completamente inconsciente de la trama, y sienta la cabeza con Maddy una vez que Cooper es eliminado.

## Reparto
| Actor           | Personaje        |
| --------------- | ---------------- |
| Tom Hanks       | Richard          |
| James Belushi   | Morris           |
| Dabney Coleman  | Cooper           |
| Lori Singer     | Maddy            |
| Charles Durning | Ross             |
| Carrie Fisher   | Paula            |
| Edward Herrmann | Brown            |
| Irving Metzman  | Virdon           |
| Tom Noonan      | Reese            |
| George Martin   | Senador Chairman |

## Recepción
La película tiene una puntuación del 46% en Rotten Tomatoes.